# ایزدی (دین)

جشن سال نو ایزدی‌ها در سال ۲۰۱۷

ایزدی، اِزِدی یا اِزیدی (به کردی: Êzdiyatî, Êzdîtî; ئێزدیتی، ئێزدیاتی)، یا، به قول مردم، شَرَفُ‌الدِّین (به کردی: Şerfedîn; شەرفەدین) به مجموعه باورها و مناسکی گفته می‌شود که مردم ایزدی قائل به آن هستند. دین ایزدی یک دین قوم‌باور و یکتاپرست است که ریشه در یک دین باختر ایرانی پیش از زرتشت دارد، که مستقیماً از سنت بین‌النهرین گرفته شده است. اما نظریات پیشین دیرینگی این دین را به مهرپرستی میترائیسم و حتی ادیان میانرودان باستان پیوند می‌دهد که نشان میدهد این دین ریشه آریایی و از نژاد ایرانیان هست.ایزدی‌ها عمدتاً به زبان کردی کرمانجی صحبت می‌کنند و دین آن‌ها بر اساس اعتقاد به خدایی یگانه که جهان را آفرید و آن را به سرپرستی هفت موجود مقدس موسوم به فرشتگان سپرد، استوار است.برجسته‌ترین این فرشتگان ملک طاووس (Tawûsê) نامیده می‌شود، که رهبر فرشتگان است و بر جهان قدرت دارد.
دین باستانی «ایزدی» با کیش یارسان (آیین یاری، کاکه‌ای) دارای ریشه‌های مشترک است و به عقیده برخی مستقل از دین اسلام است.

## اعمال مذهبی

### دعاها
دعا در ادبیات ایزدی از جایگاه ویژه ای برخوردار است. آن‌ها حاوی نمادهای مهم و دانش دینی مرتبط با مردان مقدس، خدا و موقعیت‌های روزانه هستند. نمازها عمدتاً خصوصی هستند و به‌طور معمول در ملاء عام خوانده نمی‌شوند. ایزدی‌ها معمولاً به‌طور مستقیم به طرف خورشید دعا می‌کنند، یا دعاها توسط یک نفر در طول یک گردهمایی خوانده می‌شود. دعاها بر اساس محتوای خود طبقه‌بندی می‌شوند:
- دعاهای اختصاص داده شده به خدا و موجودات مقدس
- دعای کاست‌های ایزدی،
- دعا برای مناسبت‌های خاص،

آداب گذراندن نماز،
- دعا در برابر مشکلات و بیماری‌های سلامتی،

نمازهای روزانه،
- دعاهای مرتبط با طبیعت، یعنی ماه، ستاره، خورشید و غیره[۱۹]